# Önkényuralmi jelkép használata Magyarországon
Az önkényuralmi jelkép használata a magyar jog szerint bűncselekmény.

## Az önkényuralmi jelkép a magyar jogban
A Büntető törvénykönyv 335. § a régi Btk. 269/B. § (1) bekezdése szerint ide tartoznak a következők:
- horogkereszt
- nyilaskereszt
- SS-jelvény
- sarló és kalapács
- ötágú vörös csillag

335. § Aki horogkeresztet, SS-jelvényt, nyilaskeresztet, sarló-kalapácsot, ötágú vöröscsillagot vagy ezeket ábrázoló jelképet a köznyugalom megzavarására alkalmas – különösen az önkényuralmi rendszerek áldozatainak emberi méltóságát vagy kegyeleti jogát sértő – módon
a) terjeszt,
b) nagy nyilvánosság előtt használ, vagy
c) közszemlére tesz,

ha súlyosabb bűncselekmény nem valósul meg, vétség miatt elzárással büntetendő.

## Története

### Az önkényuralmi jelképek használatának tilalma
A régi Btk. 269/B. § (1) bekezdése szerint „Aki horogkeresztet, SS-jelvényt, nyilaskeresztet, sarló-kalapácsot, ötágú vöröscsillagot vagy ezeket ábrázoló jelképet
a) terjeszt;
b) nagy nyilvánosság előtt használ;
c) közszemlére tesz;
ha súlyosabb bűncselekmény nem valósul meg, vétséget követ el, és pénzbüntetéssel büntetendő.”
Az idézett jogszabály (2) bekezdése szerint „nem büntethető az (1) bekezdésben meghatározott cselekmény miatt, aki azt ismeretterjesztő, oktatási, tudományos, művészeti célból vagy a történelem, illetve a jelenkor eseményeiről szóló tájékoztatás céljából követi el.”
- A (3) bekezdés szerint „az (1)-(2) bekezdés rendelkezései az államok hatályban lévő hivatalos jelképeire nem vonatkoznak.”

#### Az Alkotmánybíróság első döntése
Különböző beadványokban alkotmányellenesnek tartották az önkényuralmi jelképek magyar törvényi szabályozását. Az Alkotmánybíróság azt mondta ki, hogy a törvény nem alkotmányellenes, ezért a beadványokat elutasította.
Az Alkotmánybíróság 14/2000. AB. számú határozatában a Büntető törvénykönyvről szóló 1978. évi IV. törvény 269/B. §-a alkotmányellenességének megállapítására és megsemmisítésére irányuló indítványokat elutasította, a 269/B. § (1) bekezdése nemzetközi szerződésbe ütközésére vonatkozó indítványokat pedig visszautasította.

### Európai Bíróság
Hazánk legelső ügye az Európai Bíróságon a C-328/04. sz. Vajnai Attila büntetőügye volt. Vajnai egy 2003. február 21-én Budapesten rendezett tüntetésen egy 5 cm átmérőjű, kartonpapírból készült ötágú vörös csillagot viselt a ruháján. 2004. március 11-én a Pesti Központi Kerületi Bíróság bűnösnek mondta ki „önkényuralmi jelkép” használatának vétségében. Vajnai fellebbezett a Fővárosi Bírósághoz, amely az ügyet felfüggesztette és az alábbi kérdést terjesztette előzetes döntéshozatal céljából az Európai Bíróság elé:
„A magyar Büntető Törvénykönyv 269/B. § (1) bekezdésének az a rendelkezése, amely szerint aki ötágú vöröscsillagot ábrázoló jelképet nagy nyilvánosság előtt használ, közszemlére tesz – ha súlyosabb bűncselekmény nem valósul meg – vétséget követ el, összhangban van-e a Közösség diszkrimináció tilalmára vonatkozó alapelvével? Az Európai Unióról szóló szerződés 6. cikke, mely szerint az Unió a szabadság, a demokrácia, az emberi jogok és az alapvető szabadságok tiszteletben tartásán alapul, vagy a 2003/43/EK irányelv rendelkezései, melyek ugyancsak az alapvető szabadságjogokra utalnak, illetőleg az EU Alapjogi Chartája 10., 11. és 12. cikkének rendelkezései lehetővé teszik-e, hogy az a személy, aki politikai meggyőződését az azt tükröző jelképpel szemmel láthatóvá kívánja tenni, ezt bármely tagállamban megtehesse?”
Előzetes döntéshozatali eljárásra került sor, amelynek során 2005-ben megállapították, hogy a Bíróságnak nincs hatásköre a kérdés megválaszolásához.

### Emberi Jogok Európai Bírósága
A strasbourgi Emberi Jogok Európai Bírósága (EJEB) 2008. július 8-i ítélete szerint Magyarország megsértette az Emberi Jogok Európai Egyezményének 10. cikkelyét, azaz a véleménynyilvánítás szabadságát, amikor Vajnai Attila, a Magyarországi Munkáspárt 2006 (MM 2006) akkori elnökhelyettesével szemben büntetőeljárást indított. Ugyanilyen döntés született 2011. november 3-án Fratanoló János, az MM 2006 elnöke ügyében. A bíróság érvelése szerint a vörös csillag nemcsak a kommunista diktatúra, hanem a munkásmozgalom jelképe, így használata nem feltétlenül jelent önkényuralmi rendszerekkel történő azonosulást (hasonló döntés született az árpádsáv esetében is a Fáber v. Magyarország ügyben).

### A tilalom szűkítése
Az Alkotmánybíróság 4/2013 (II. 21.) számú határozatában 2013. április 30-i hatállyal megsemmisítette az önkényuralmi jelképek tilalmára vonatkozó rendelkezést. A korábbi határozattól eltérő tartalmú határozat meghozatalára az Alkotmánybíróságról szóló 211. CLI törvény 31. §-a adott lehetőséget, a jelentősen megváltozott körülményekre hivatkozva. Az Alkotmánybíróság az ország EJEB előtt történő állandósuló elmarasztalását előrevetítve, valamint arra hivatkozott, hogy annak gyakorlata „az alapjogvédelem azt a minimum szintjét határozza meg, amelyet minden részes államnak biztosítania kell”.
Az Országgyűlés a kérdést a 2013. évi XLVIII. törvénnyel szabályozta újra, amiben a korábbinál szűkebb körre vonatkozó tilalmat állított fel. Már nem elég az önkényuralmi jelképek puszta használata a bűncselekmény elkövetéséhez, annak a köznyugalom megzavarására alkalmas – különösen az önkényuralmi rendszerek áldozatainak emberi méltóságát vagy kegyeleti jogát sértő – módon kell megtörténnie.